# 氷取村
氷取村（こりとりむら）は、かつて岐阜県安八郡に存在した村である。
現在の安八郡安八町氷取、城などに該当する。

## 歴史
- 1889年（明治22年）4月1日 - 町村制により、氷取村が発足。
- 1897年（明治30年）4月1日 - 大明神村、中須村、大野村、南今ヶ淵村、善光村、森部村、南条村、大森村、北今ヶ淵村、中村と合併し、名森村が発足。同日氷取村廃止。

## 教育
- 登龍尋常小学校（1908年に統合され名森尋常高等小学校。現・安八町立名森小学校）